# Феміністичні погляди на порнографію
Феміністичні погляди на порнографію варіюються від засудження її як форми насильства проти жінок до сприйняття деяких форм як засобу феміністичного вираження. Ця дискусія тісно пов'язана з феміністичними поглядами на сексуальність та з суперечками щодо проституції, БДСМ та інших питань. Порнографія стала однією з проблем фемінізму, що викликає найбільші розбіжності, особливо в англомовних країнах. Прикладом цього глибокого поділу стали феміністичні сексуальні війни 1980-х, які протиставили активісток, які займаються боротьбою з порнографією, і активісток, які виступають за порнографію.

## Антипорнографічний фемінізм
Феміністські противниці порнографії, такі як Андреа Дворкін, Кетрін МакКіннон, Робін Морган, Даяна Рассел, Еліс Шварцер, Гейл Дайнс і Роберт Дженсен, стверджують, що порнографія шкідлива для жінок і є причиною або сприянням насильству проти жінок.
Кетрін МакКіннон і Андреа Дворкін окремо висловили позицію, згідно з якою порнографія за своєю суттю є експлуатацією жінок, і вони закликали, щоб порнографи відповідали за шкоду, яка може бути спричинена використанням, виробництвом та розповсюдженням порнографії. Дворкін засвідчила перед Комісією Meese в 1986 році, що від 65 до 75 % жінок, які займаються проституцією та жорсткою порнографією, були жертвами інцесту або сексуального насильства над дітьми.
Активність Андреа Дворкін проти порнографії в 1980-х привернула до неї національну увагу в США.
Кетрін МакКіннон стверджує, що виробництво порнографії тягне за собою фізичний, психологічний та / або економічний примус жінок, які беруть участь у ньому. Навіть коли жінок представляють такими, що насолоджуються. Вона стверджує, що жінки в порно «тут не за бажанням, а через відсутність вибору». Також стверджується, що багато з того, що показано в порнографії, є образливим за своєю природою. Гейл Дайнс стверджує, що порнографія, прикладом якої є гонзо-порнографія, стає все більш насильницькою, і що жінки, які виступають у порнографії, зазнають жорстокості в процесі її виробництва.
Феміністки-антипорнографки вказують на свідчення відомих учасниць порноіндустрії, таких як Трейсі Лордс і Лінда Лавлейс, які стверджують, що більшість жінок-виконавиць примушують до порнографії або хтось інші, або невдалий збіг обставин. Феміністичний рух проти порнографії був активізований публікацією Ordeal, в якій Лінда Бореман (яка під ім'ям «Лінда Лавлейс» виконала головну роль у культовому порнофільмі «Глибока глотка») заявила, що її побив, зґвалтував і змусив зніматися її чоловік Чак Трейнор, під дулом зброї змушуючи її знімати сцени у фільмі «Глибока глотка», а також змусив її, використовуючи як фізичне насильство, так і емоційне насильство та відверті погрози насильства, знімати інші порнографічні фільми. Дворкін, МакКіннон та «Жінки проти порнографії» виступили з публічними заявами про підтримку Бореман і працювали з нею під час публічних виступів.

### Соціальні наслідки

#### Сексуальна об'єктивація

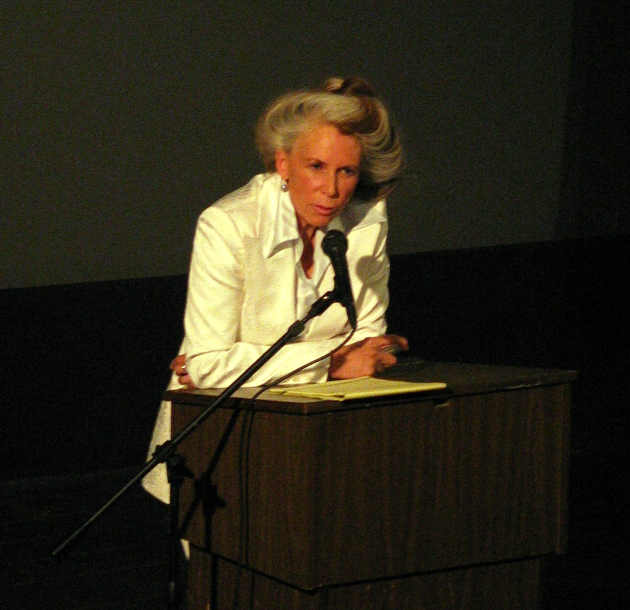
Кетрін МакКіннон у 2006 році

МакКіннон і Дворкін визначили порнографію як «відверто сексуальне підпорядкування жінок за допомогою зображень або слів». За словами Дворкін, початкове визначення слова порнографія було «графічним зображенням повій». Термін «повія» історично використовувався для опису людей у проституції. Хоча сьогодні ведуться дебати навколо конотацій цього слова, Дворкін натякає на той факт, що до проституйованих людей часто ставляться не як до людей, а просто як до об'єктів сексуального задоволення. Як зазначає Йоханна Шорн, «саме значення слова порнографія тоді і зараз, здається, вказує на жоненависницькі та експлуататорські практики цієї галузі».

#### Спонукання до сексуального насильства проти жінок
Антипорнографічні феміністки вказують, що споживання порнографії є причиною зґвалтування та інших форм насильства проти жінок. Робін Морган підсумовує цю ідею своєю часто цитованою заявою: «Порнографія — це теорія, а зґвалтування — це практика».

Феміністки стверджують, що порнографія еротизує домінування, приниження та примус жінок, а також зміцнює сексуальні та культурні установки (культура зґвалтування та міфи про зґвалтування), які є причетними до зґвалтування та сексуальних домагань. МакКіннон стверджує, що порнографія призводить до зростання сексуального насильства проти жінок через розбудову міфів про зґвалтування, які включають віру в те, що жінки хочуть, щоб їх зґвалтували, і що вони мають на увазі «так», коли кажуть «ні». Крім того, за словами МакКіннон, порнографія зменшує чутливість глядачів до насильства проти жінок, і це призводить до прогресуючої потреби бачити більше насильства, щоб отримати сексуальне збудження.

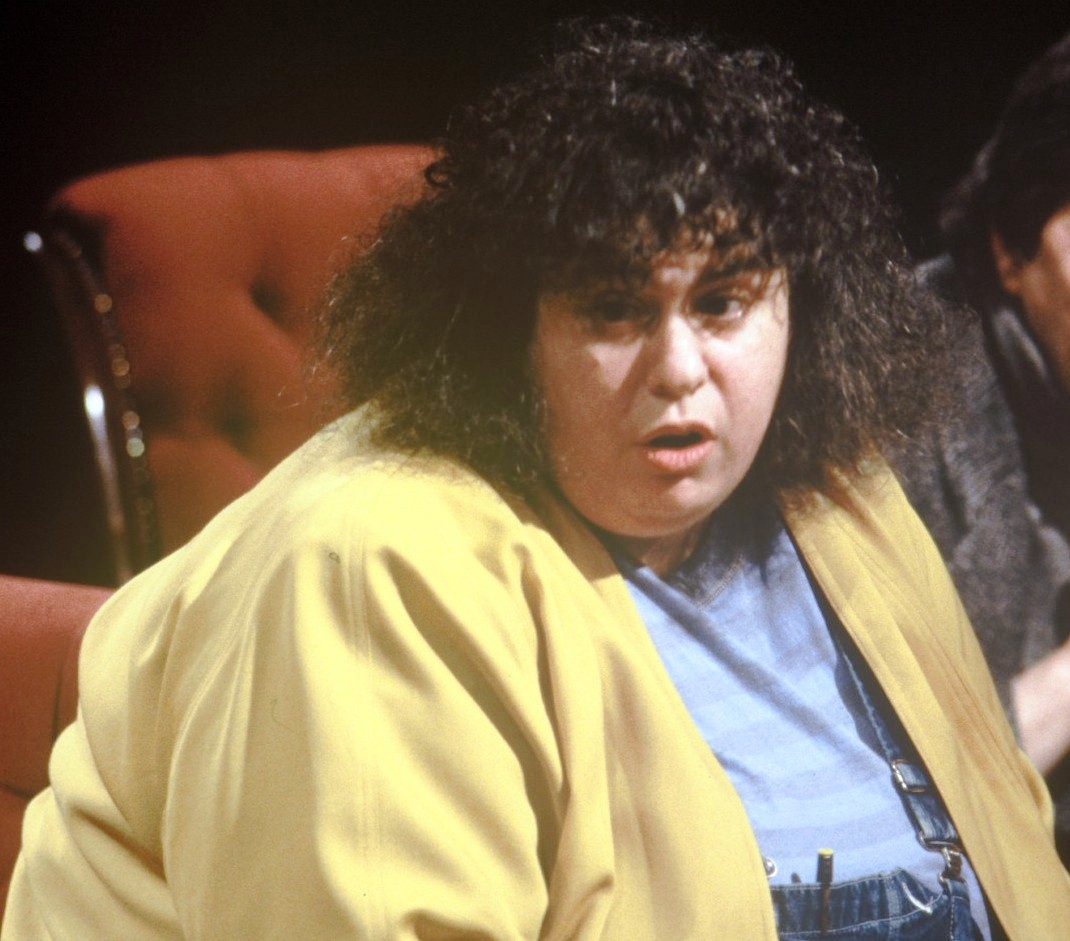
Андреа Дворкін у травні 1988 року на телебаченні

#### Зґвалтування дітей
Гейл Дайнс стверджує, що інтерв'ю, яке вона проводила з чоловіками, ув'язненими за зґвалтування неповнолітньої дитини, показали, що всі опитані спочатку «жахалися від ідеї» зґвалтування дитини, але почали споживати порнографію, що зображує сексуальне насильство над неповнолітніми, після того, як набридло звичайне порно. Сексуальне насильство вони вчиняли приблизно через півроку.

#### Спотворені уявлення про людське тіло та сексуальність
Німецька радикальна феміністка Аліса Шварцер є однією з прихильниць поширеної точки зору, згідно з якою порнографія дає викривлене уявлення про тіла чоловіків і жінок, а також про реальний статевий акт, часто показуючи виконавців із синтетичними імплантатами або перебільшеними виразами задоволення, а також фетиші, які не є нормою. Кетрін МакКіннон стверджує, що порнографія «знижує чутливість споживачів до насильства та поширює міфи про зґвалтування та іншу брехню про жіночу сексуальність».
Порнографія та індустрія торгівлі людьми
Кетрін МакКіннон стверджує, що споживання порнографії сприяє розвитку проституції та торгівлі людьми. МакКіннон стверджує, що виробництво порнографії «само є формою проституції та торгівлі людьми», що створює попит на жінок, які виконують ролі в порнографії, включаючи жінок, які, можливо, стали жертвами торгівлі людьми. За словами МакКіннон, зв'язок між порнографією, проституцією та секс-торгівлею тісно пов'язаний, і центральний аспект цих відносин покладається на купівлю сексу з жінками як досвід.

## Феміністичні погляди в підтримці порнографії

### «Секс-позитивний» фемінізм

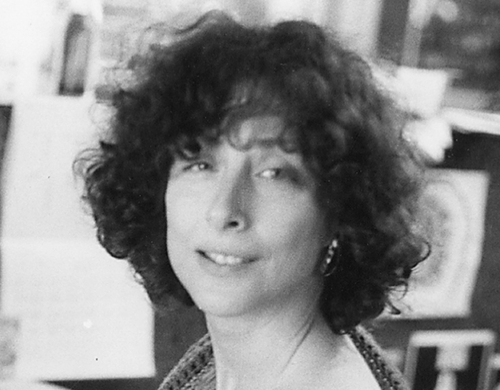
Елен Вілліс

Феміністки «від Бетті Фрідан і Кейт Міллетт до Карен ДеКроу, Венді Камінер і Ямайка Кінкейд» підтримали право на споживання порнографії.
Початок третьої хвилі фемінізму в середині 1990-х призвів до зростання секс-позитивних феміністок, які прагнули боротися з ідеалами, що стосуються сексуальності, і підривати їх. Секс-позитивний фемінізм розглядає деякі ширші наслідки, які має на жінок нормативна, гегемонна порнографія. За словами секс-блогерки Кларісс Торн, «[жінок] заохочують до сексу дуже продуктивно […]. З одного боку, якщо ми, здається, не отримуємо насолоду від сексу в такий перформативний спосіб, то нас сприймають як „черниць“; в той же час, якщо здається, що ми надто насолоджуємось сексом, то нас сприймають як „повій“». На думку деяких сексуально-позитивних феміністок, антипорнографічний феміністичний дискурс ігнорує та тривіалізує сексуальну свободу жінок. Еллен Вілліс (яка ввела термін «просексуальний фемінізм») стверджує: «Як ми це бачили, твердження про те, що „порнографія — це насильство проти жінок“, було кодом неовікторіанської ідеї про те, що чоловіки хочуть сексу, а жінки терплять його». Одним з потенційних наслідків нормативних дискурсів про жіночу сексуальність можна побачити у гендерному розриві в оргазмі, термін, який використовується для опису невідповідності між чоловічим і жіночим оргазмом у гетеросексуальному партнерському сексі. Деякі дослідження показали, що 70 % жінок не відчувають оргазму під час гетеросексуальних зносин і що 30 % сексуально активних неодружених жінок ніколи не відчували оргазму. Дослідження також показали, що найважливішим провісником жіночого оргазму є те, що жінки роблять під час сексу. Іншими словами, жінки не практикують поведінку, яка доводить їх до оргазму під час гетеросексуальних зносин, можливо, через норми, які підкріплюються гегемонією порнографії.
Хоча секс-позитивні феміністки дотримуються різних поглядів на існуючу порнографію, в основі секс-позитивного фемінізму лежить опір стигмам, пов'язаним з жіночою сексуальністю, і відстоювання чіткої та ентузіазтичної згоди. Багато секс-позитивних феміністок розглядають порнографію як підрив традиційних уявлень про жіночу сексуальність, наприклад уявлення про те, що жінки не люблять секс загалом, насолоджуються сексом лише у стосунках або лише «ванільним сексом». За словами Йоганни Шорн, секс-позитивний фемінізм має на меті створити суспільство, в якому сексуальність «може здійснюватися в „безпечному“, „здоровому“ і неексплуатаційному контексті». Щоб досягти цього, гетеронормативну, фалоцентричну структуру, на яку спирається порнографічна індустрія, необхідно розбити та переструктурувати, щоб дозволити прийняти та включити наративи, які традиційно ігнорувалися в порнографії. Секс-позитивна порнографія іноді показує жінок у сексуально домінуючих ролях і показує жінок з більшою різноманітністю типів статури, ніж це типово для звичайних розваг і моди. Участь різних жінок у цих ролях дозволяє реалізувати більше сексуальних ідентичностей і вільно самовиражатися. 
У деяких частинах світу секс-позитивний фемінізм і пропаганда порнографії як форми вільного вираження набули більшої популярності. У Франції в Парижі відбувся перший триденний SNAP! фестиваль (Sex Workers Narrative Art & Politics) у листопаді 2018 р.

### Феміністська критика цензури
Багато феміністок, незалежно від їхніх поглядів на порнографію, принципово виступають проти цензури. Навіть феміністки, які розглядають порнографію як сексистський інститут, також бачать цензуру (включаючи підхід МакКіннон у цивільному праві) як зло. У своїй заяві про місію Feminists for Free Expression, засновану в 1992 році, Марсія Паллі стверджує, що цензура ніколи не зменшувала насильство, але історично використовувалася, щоб заглушити голоси жінок і придушити зусилля щодо соціальних змін. Вони вказують на літературу про контрацепцію Маргарет Сенгер, феміністичні п'єси Голлі Г'юз як приклади феміністичного сексуального мовлення, яке було об'єктом цензури. FFE стверджує, що спроба вирішити соціальні проблеми за допомогою цензури «відвертає увагу від основних причин соціальних проблем і пропонує косметичні, небезпечні „швидкі рішення“».
Критики антипорнографічного фемінізму звинувачують своїх колег у вибірковій обробці суспільно-наукових доказів, нетерпимості до сексуальних відмінностей, підтримці політику державної цензури та звинувачуються у співучасті з консервативною сексуальною політикою та християнськими правими групами. 

Лі Іньхе на щорічному аналізі статі та гендерних подій у грудні 2011 року

Критика цензури стала особливо поширеною в Китаї, де порнографія суворо заборонена, а володіння чи продаж порнографічних матеріалів може означати довічне ув'язнення. Феміністки, такі як Лі Іньхе, відкрито виступають проти цензури порнографії та виступають за її легалізацію. На прикладі багатьох західних країн Іньхе наголошує на важливості свободи вираження поглядів і цитує 35-ту статтю Конституції Китайської Народної Республіки, оголошуючи право на порнографію формою свободи слова.

### Порнографіяпротиеротики
Деякі антипорнографічні феміністки, такі як Глорія Стайнем і Пейдж Мелліш, розрізняють «порнографію» та «еротику» як різні класи сексуальних медіа, перші підкреслюють домінування, а другі наголошують на взаємності. Есе 1978 року «Еротика та порнографія: явна і теперішня різниця» було однією з перших спроб зробити це розмежування на етимологічній основі, а в книзі 1983 року «Обурливі вчинки та повсякденні повстання» Стайнем стверджує, що «ці два образи так само відрізняються, як любов від зґвалтування, як гідність від приниження, як партнерство від рабства, як задоволення від болю». Феміністки, які підтримують цю точку зору, вважають, що еротика пропагує позитивні та прожіночі сексуальні цінності і не несе шкідливих наслідків порнографії.

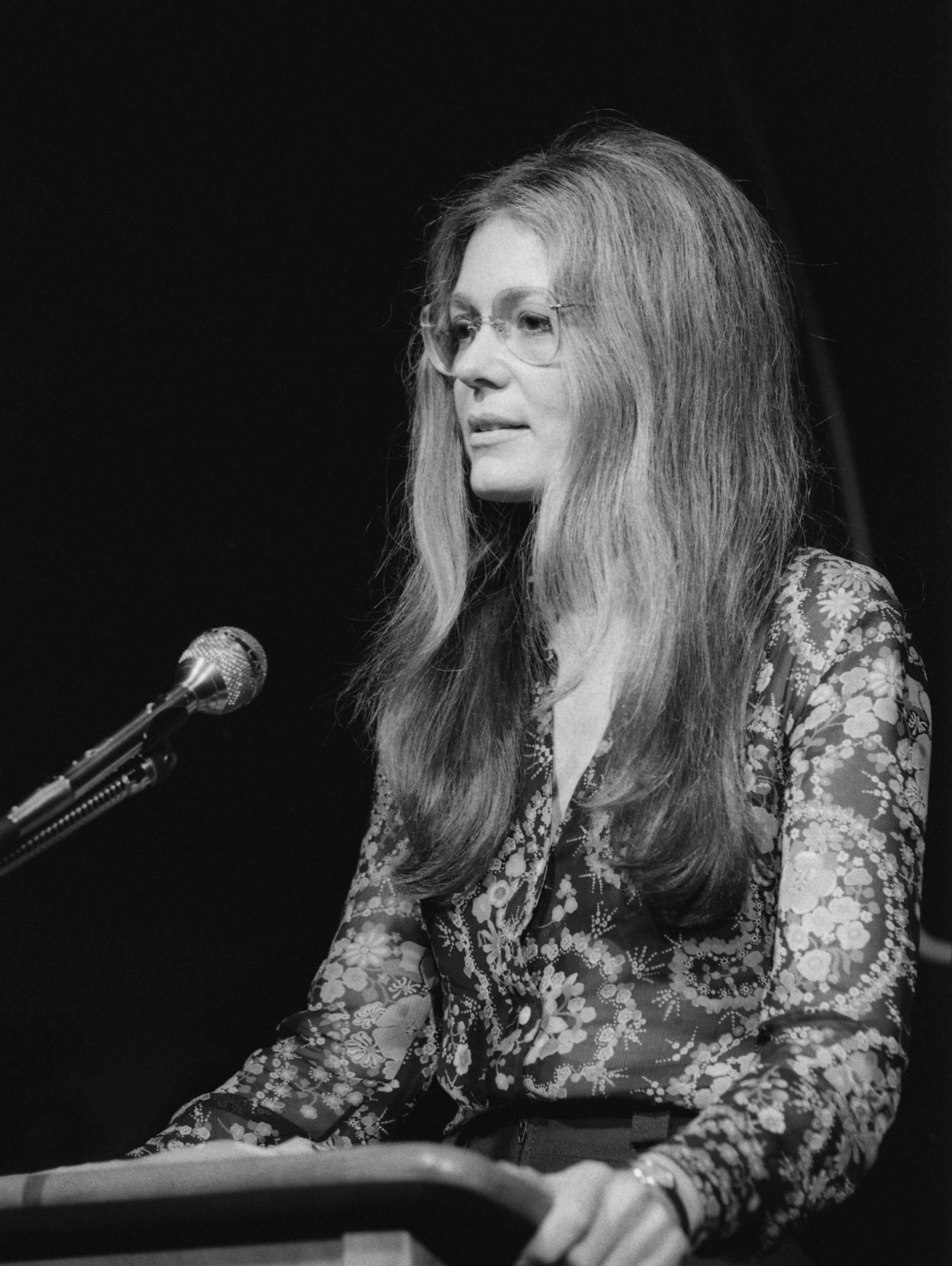
Глорія Стейнем у 1975 році

Інші антипорнографічні феміністки проти порнографії більш скептично ставляться до цієї відмінності, вважаючи, що всі сексуальні матеріали, створені в патріархальній системі, є виразом домінування чоловіків. Андреа Дворкін писала: «еротика — це просто порнографія високого класу: краще виготовлена, краще задумана, краще виконана, краще упакована, розроблена для кращого класу споживачів».